# Vanessa Kamga

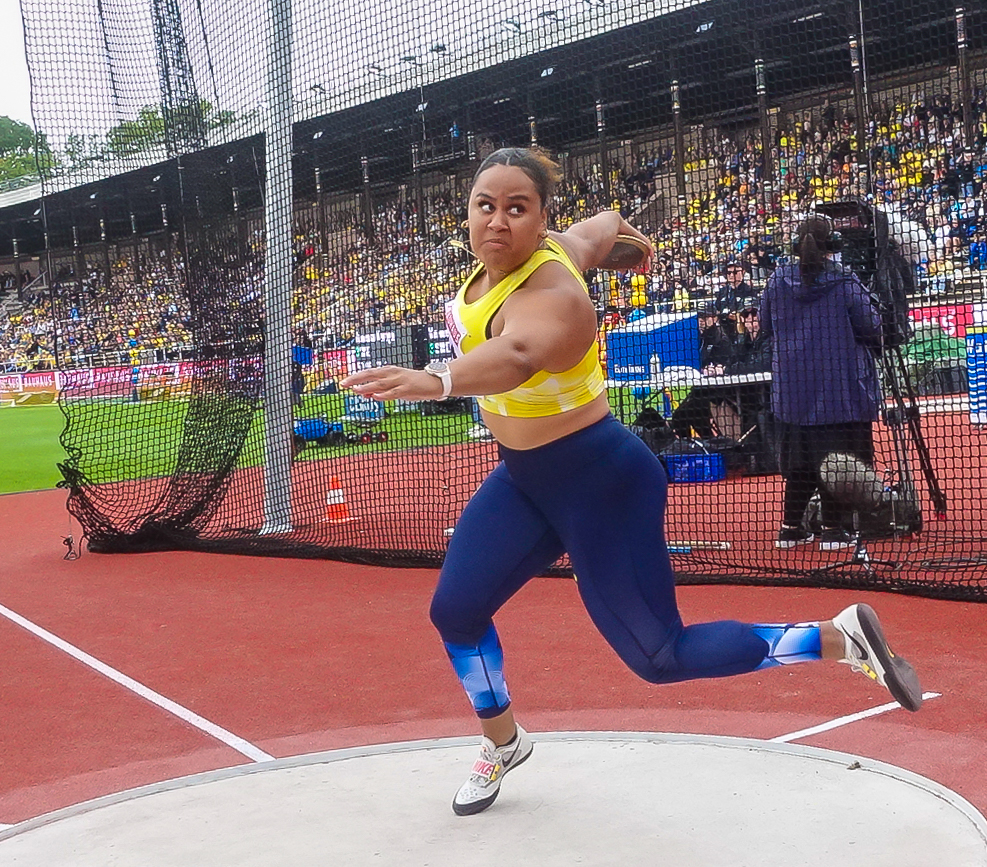
Vanessa Kamga under Finnkampen 2023.

Vanessa Bonneveille Kamga, född 19 november 1998 i Vilhelmina, är en svensk friidrottare, specialiserad på diskuskastning där hon innehar (2025) det svenska rekordet på 65,67 meter.
Kamga har afrikanskt ursprung men är huvudsakligen uppvuxen i Gävle. Hon är äldre syster till Patricia Kamga, som också är friidrottare.

## Karriär
Kamga hade en rekordartad utveckling när hon som 16-åring började med friidrott. Hon hade då flyttat till Uppsala för att gå på idrottsgymnasium. Tidigare under ungdomsåren hade hon mestadels koncentrerat sig på basket. Efter endast två års träning förbättrade hon sommaren 2017 det svenska juniorrekordet i diskus vid tre tillfällen och noterade då som längst 54,91 m i Huddinge. Samma säsong placerade sig Kamga på 11:e plats vid junior-EM i Grosseto, Italien. 
Hennes två första seniormästerskap var EM i Berlin 2018 och VM i Doha 2019. Hon blev utslagen i kvalet vid båda dessa mästerskap.
Vid Kringelkastet i Södertälje kastade hon i juni 2020 60,01 meter och blev därmed den andra svenska kvinnan som passerat 60-meterslinjen i diskus. Nästa personliga rekord kom vid SM i Norrköping 2022, då hon kastade 60,33 meter. Under 2023 kom hon på trettonde plats i kvaltävlingen i VM i Budapest. Under veckorna därefter satte hon flera nya personliga rekord, det sista i en tävling i Kungsbacka i september då hon noterade 61,65 meter.
I februari 2022 vid inomhus-SM tog Kamga brons i viktkastning med ett kast på 20,06 meter.
På Europamästerskapen i friidrott 2024 slutade Kamga först på femte plats efter att ha slagit personbästa med 62,71 m. Det visade sig dock att ett av hennes tidigare kast hade blivit felmätt och att hon egentligen inte skulle ha fått göra sina tre sista kast. Frankrike uppmärksammade detta och lämnade in en protest som gick igenom. Resultaten från Kamgas tre sista kast ströks då, inklusive hennes personliga rekord, och hon deklasserades till nionde plats.
Den 6 juli 2024, i Simon Pettersson tävling SixarbySimons Kast i Örbyhus, kastade Kamga 65,09 meter. Detta var nytt svenskt rekord och dryga halvmetern längre än Anna Söderbergs 25 år gamla rekord.
Den 5 augusti 2024 OS-debuterade hon i Paris där hon satte nytt svenskt rekord med 65,14 meter. Hon kom på femte plats i finalen.

## Personliga rekord
| Utomhus - Kula – 16,28 (Bottnaryd, 15 juli 2023) - Diskus – 65,67 (Göteborg, 26 juli 2025) 0NR0 - Slägga – 61,22 (Uppsala, 22 augusti 2018) - Spjut – 35,84 (Karlstad, 19 september 2020) | Inomhus - Kula – 17,31 (Falun, 5 februari 2024) - Viktkastning – 23,13 (Falun, 5 februari 2024) |